# Dressed to Kill Tour
Dressed to Kill Tour genomfördes under perioden mars-augusti 1975 och är det amerikanska hårdrocksbandet Kiss tredje turné som gjordes till albumet Dressed To Kill. Under den här turnén spelade bandet in sitt kommande livealbum, Alive!. Alive! startade bandets stora framgångar. Låten Rock And Roll All Nite kom att bli en livefavorit, och Kiss har spelat den i slutet i nästan alla deras shower. Trots detta vägrade Kiss att spela den under första halvan av turnén. Turnén hade i snitt 5 973 besökare per konsert. 
Kiss spelade på TV-showen Midnight Special, 1 april. Där framförde bandet Deuce, C'mon and Love Me, She och Black Diamond. Dressed To Kill-turnén delas in i två delar. Första delen utspelade sig mellan 19 mars - 11 maj och den andra delen 16 maj - 28 augusti. Första delen av turnén var mer en fortsättning på Hotter Than Hell Tour med precis samma scen och scenkläder. Till den andra halvan fick Kiss en ny scen och nya scenkläder. 

## Övrigt
- Gene Simmons satte eld på sitt hår under sitt eldsprutarnummer i Las Vegas, 29 maj.
- Under Kiss TV-framträdande på Midnight Special hade trummärket Pearl gett Peter ett nytt trumset. Efter sista låten, Black Diamond, totalförstörde Peter Criss hela trumsetet och lämnade sedan scenen.
- Konserten i Long Beach, 31 maj är den första kända gången som Kiss använde sitt välkända intro: You Want The Best, You Got The Best. The Hottest Band In The Land. Kiss!.
- Den 3 maj i Upper Darby spelade Paul Stanley utan sin stjärna vid höger öga på grund av en ögoninflammation. Istället bar Stanley solglasögon.
- 16 maj i Detroit öppnade Kiss sitt set med Rock Bottom. Detta är enda gången det hänt under hela Kiss karriär.

## Konsertdatum
- 19.03.1975 -  Roxy Theatre, Northampton, Pennsylvania (två konserter)
- 21.03.1975 -  Beacon Theatre, New York, New York (två konserter)
- 27.03.1975 -  Kenosha Ice Arena, Kenosha, Wisconsin
- 28.03.1975 -  Sports Arena, Toledo, Ohio
- 01.04.1975 -  NBC Studios, Burbank, Kalifornien
- 04.04.1975 -  Nordic Arena, Hartland, Michigan
- 06.04.1975 -  G.W Linser Auditorium, Washington D.C
- 08.04.1975 -  Akron Civic Center, Akron, Ohio, Ohio
- 09.04.1975 -  Erie County Fieldhouse, Erie, Pennsylvania
- 11.04.1975 -  The Palace Theatre, Dayton, Ohio
- 12.04.1975 -  ISU Union & Auditorium, Normal, Illinois
- 13.04.1975 -  Soldier's & Sailor's Memorial Hall, Kansas City, Kansas
- 15.04.1975 -  Stanley Theatre, Pittsburgh, Pennsylvania
- 17.04.1975 -  Memorial Auditorium, Burlington, Iowa
- 19.04.1975 -  Fremd High School Gymnasium, Palatine, Illinois
- 21.04.1975 -  Louisville Memorial Auditorium, Louisville, Kentucky
- 22.04.1975 -  Indianapolis Convertion Center, Indianapolis, Indiana
- 24.04.1975 -  Freedom Hall Civic Center, Johnson City, Tennessee
- 25.04.1975 -  Charlotte Park Center Auditorium, Charlotte, North Carolina
- 26.04.1975 -  Cumberland County Memorial Arena, Fayetteville, North Carolina
- 27.04.1975 -  Mosque Theatre, Richmond, Virginia
- 29.04.1975 -  Metro Ice Arena, Lansing, Michigan
- 30.04.1975 -  Veterans Memorial Auditorium, Columbus, Ohio
- 03.05.1975 -  Tower Theatre, Upper Darby, Pennsylvania
- 06.05.1975 -  Riverside Theatre, Milwaukee, Wisconsin
- 08.05.1975 -  John F. Kennedy Gymnasium, Lockport, Illinois
- 09.05.1975 -  Ohio Northern University, Ada, Ohio
- 10.05.1975 -  Capital Centre, Largo, Maryland
- 11.05.1975 -  Orpheum Theatre, Boston, Massachusetts
- 16.05.1975 -  Cobo Arena, Detroit, Michigan
- 17.05.1975 -  Cambria County War Memorial Arena, Johnstown, Pennsylvania
- 19.05.1975 -  St. Paul Civic Centre Theatre, St. Paul, Minnesota
- 23.05.1975 -  National Guard Armary, Medford, Oregon
- 24.05.1975 -  Paramount Northwest Theatre, Portland, Oregon
- 25.05.1975 -  Paramount Northwest Theatre, Seattle, Washington
- 26.05.1975 -  Paramount Northwest Theatre, Portland, Oregon
- 27.05.1975 -  Spokane Coliseum, Spokane, Washington
- 29.05.1975 -  Space Center, Las Vegas, Nevada
- 30.05.1975 -  Shrine Auditorium, Los Angeles, Kalifornien
- 31.05.1975 -  Long Beach Arena, Long Beach, Kalifornien
- 01.06.1975 -  Winterland Ballroom, San Francisco, Kalifornien
- 04.06.1975 -  Terrace Ballroom, Salt Lake City, Utah (inställd)
- 06.06.1975 -  Warnors Theatre, Fresno, Kalifornien
- 07.06.1975 -  Civic Theatre, San Diego, Kalifornien
- 11.06.1975 -  Denver Coliseum, Denver, Colorado (inställd)
- 13.06.1975 -  Tulsa Fairgrounds Pavilion, Tulsa, Oklahoma
- 14.06.1975 -  City Coliseum, Austin, Texas
- 15.06.1975 -  Memorial Coliseum, Corpus Christi, Texas
- 18.06.1975 -  Sports Arena, Jackson, Michigan
- 20.06.1975 -  Salem-Roanoke County Civic Center, Salem, Virginia
- 21.06.1975 -  Music Hall, Cleveland, Ohio
- 22.06.1975 -  Charleston Civic Center, Charleston, West Virginia
- 25.06.1975 -  Convention Hall, Asbury Park, New Jersey
- 27.06.1975 -  Asheville Civic Center, Asheville, North Carolina
- 28.06.1975 -  Greenville Memorial Auditorium, Greenville, South Carolina
- 01.07.1975 -  Capital Theatre, Port Chester, New York
- 05.07.1975 -  Florida State Fairgrounds, Tampa, Florida
- 20.07.1975 -  RKO Orpheum Theatre, Davenport, Iowa (två konserter)
- 23.07.1975 -  Wildwoods Convention Center, Wildwood, New Jersey
- 02.08.1975 -  Baltimore Civic Center, Baltimore, Maryland
- 08.08.1975 -  Providence Civic Center, Providence, Rhode Island
- 09.08.1975 -  Palace Theatre, Albany, New York
- 14.08.1975 -  Orpheum Theatre, Boston, Massachusetts
- 15.08.1975 -  Wendler Arena, Saginaw, Michigan
- 16.08.1975 -  L.C. Walker Arena, Muskegon, Michigan
- 17.08.1975 -  Pekin Community High School Stadium, Pekin, Illinois
- 23.08.1975 -  Calderone Concert Hall, Hempstead, New York
- 25.08.1975 -  State Form Arena, Harrisburg, Pennsylvania
- 27.08.1975 -  Sportscenter, Owensboro, Kentucky
- 28.08.1975 -  Indianapolis Convention Center, Indianapolis, Indiana

## Spellista
Spellistan varierade en del under turnén. Man spelade låtar som Let Me Know, Rock Bottom, Room Service och Parasite men listan nedan är en mer ordinarie spellista. 
1. Deuce
2. Strutter
3. Got To Choose
4. Hotter Than Hell
5. Firehouse
6. She
7. Nothin' To Lose
8. C'mon And Love Me
9. 100,000 Years
10. Black Diamond
11. Cold Gin
12. Rock And Roll All Nite
13. Let Me Go Rock 'N' Roll

## Medlemmar
- Gene Simmons – sång, basgitarr
- Paul Stanley – sång, gitarr
- Peter Criss – trummor, sång
- Ace Frehley – gitarr